# Ekang Anculai
Ekang Anculai is een bestuurslaag in het regentschap Bintan van de provincie Riau-archipel, Indonesië. Ekang Anculai telt 1911 inwoners (volkstelling 2010).